# Metzenleiten
Metzenleiten ist ein Gemeindeteil bzw. eine Gnotschaft des Marktes Berchtesgaden im oberbayerischen Landkreis Berchtesgadener Land.

## Geschichte

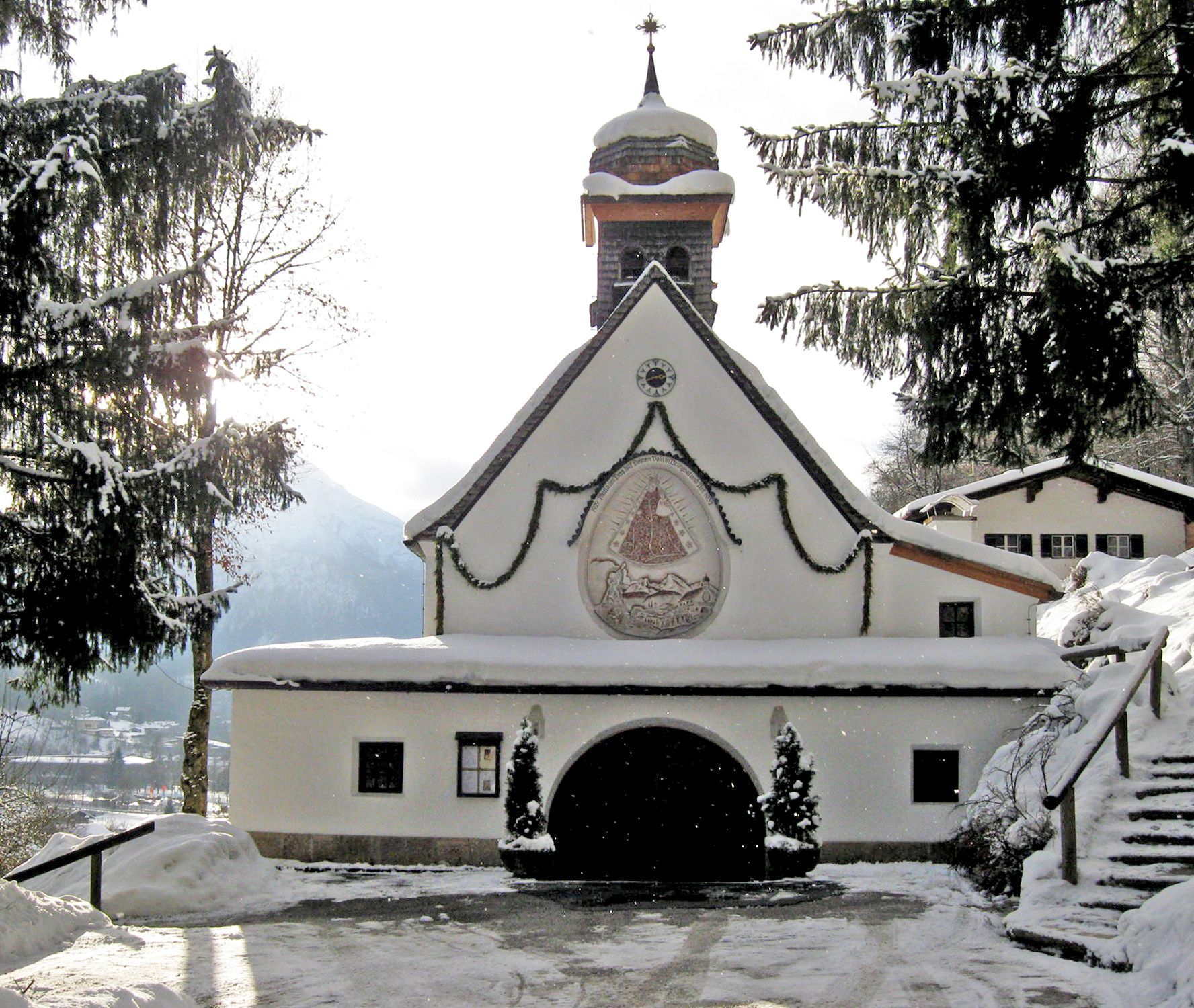
Maria am Berg

Vermutlich bereits ab Ende des 14. Jahrhunderts war Metzenleiten der 2. Gnotschaftsbezirk der „Urgnotschaft“ Berg im Berchtesgadener Land, das ab 1380 das Kernland der Reichsprälatur Berchtesgaden und der später eigenständigen, reichsunmittelbaren Fürstpropstei Berchtesgaden (1559–1803) bildete. Nach drei kurz hintereinander folgenden Herrschaftswechseln wurden 1810 das Berchtesgadener Land mit seinen Gnotschaften dem Königreich Bayern angegliedert und Berg ab 1812 zur Gemeinde Salzberg. Von 1817 bis 1818 kam Metzenleiten für ein Jahr zur Gemeinde Gern, um dann erneut bis zum 31. Dezember 1971 Ortsteil der Gemeinde Salzberg zu sein. Im Zuge der Gebietsreform in Bayern wurde die Gemeinde Salzberg zum 1. Januar 1972 in den Markt Berchtesgaden eingemeindet, wodurch ihre Ortsteile bzw. Gnotschaften, darunter Metzenleiten, zum Markt Berchtesgaden kamen.
In den Jahren 1929 bis 1932 errichtete Franz Brandner in Metzenleiten unweit seiner 1921 eröffneten Jugendherberge Seimler auf eigene Kosten und mit Hilfe von Verwandten die kleine Kirche Maria am Berg auf einem Hang des Kiliansberges.
Lage.

## Einzelsiedlungen
Die Gnotschaft Metzenleiten bestand nach der statistischen Übersicht von 1698 aus elf Anwesen, davon zehn ganze Höfe und ein halber Hof, die mit ihren Hausnamen aufgeführt werden. Der halbe Hof war Hornkendl. Der für den Gnotschafterbezirk aufgestellte Gnotschafter war der Bauer von Frey.
Das Repertorium des topographischen Atlasblattes von 1841 führt noch die gleichen 11 Einöden auf, mit insgesamt 12 Häusern, z. T. mit Namensvarianten. Nur die Einöde Seidenbühl (Seidenbichllehen) wurde mit zwei Häusern geführt.
Auf den Rahmenkarten (Flurkarten der Uraufnahme, in diesem Gebiet alle aus dem Jahr 1817) sind die 11 Namen verzeichnet. Auf der aktuellen topographischen Karte dagegen sind drei Namen, Hornhörnl, Ochsenhütten und Votzenbauer nicht mehr zu finden, und auch keine Anwesen (Gebäude) sind an nämlichen Stellen mehr eingezeichnet, und auch auf dem Orthofoto nicht sichtbar bzw. durch Wald bedeckt. Nur eine Diensthütte der Bayerischen Staatsforsten namens Ochshütte ist eingezeichnet, nicht an gleicher Stelle, jedoch in der Nähe: 190 Meter östlich der historischen Ochsenhütte, und nur 60 Meter nordwestlich der Einöde Hornhörnl (Hornkendl), bei Lage.
Die Ochsenhütte und das Hornkendllehen waren zwei kleine Anwesen auf der Ostseite der Kneifelspitze, die Mitte des 19. Jahrhunderts wegen Wassermangels aufgegeben wurde, die Ochshütte (sic!) laut Gedenkstein (darauf Ochshüttn) im Jahr 1862. Die landwirtschaftlichen Nutzflächen dieser Anwesen wurden aufgeforstet und werden heute von den Bayerischen Staatsforsten bewirtschaftet.
| Historischer Atlas Statist. Übersicht von 1698 | Repertorium des topogr. Atlasblattes Berchtesgaden von 1841 | Uraufnahme (1817) | Aktuelle Karte | Höhe (m) | WGS84                             | Bemerkungen                                                          |
| ---------------------------------------------- | ----------------------------------------------------------- | ----------------- | -------------- | -------- | --------------------------------- | -------------------------------------------------------------------- |
| Frey                                           | Frey                                                        | Frey              | Frei           | 832      | 47° 39′ 01,6″ N, 013° 01′ 12,2″ O | historisch Sitz des Gnotschafters                                    |
| Heiß oder Hausknecht                           | Hausknecht                                                  | Hausknecht        | Hausknecht     | 737      | 47° 38′ 47,7″ N, 013° 00′ 58,6″ O | historisch Halber Hof                                                |
| Hornkendl                                      | Hornhörnl                                                   | Hornhörnl         | -              | 885      | 47° 39′ 19,6″ N, 013° 01′ 45,1″ O | abgegangen Mitte 19. Jh., Diensthütte Ochshütte 60 m nordwestlich    |
| Gasperl                                        | Kasperl                                                     | Gasperl           | Gasperl        | 923      | 47° 39′ 12,6″ N, 013° 01′ 03,9″ O |                                                                      |
| Kneifl                                         | Kneufel                                                     | Kneufl            | Kneifel        | 914      | 47° 39′ 09,5″ N, 013° 00′ 50,6″ O | Kneifllehen denkmalgeschützt                                         |
| Kropfleiten                                    | Kropfleite                                                  | Kropfleiten       | Kropfleiten    | 624      | 47° 38′ 35,5″ N, 013° 00′ 44,3″ O | aktuell 16 Wohngebäude                                               |
| Marx                                           | Marx auch Maivenlehen                                       | Marx              | Marxen         | 791      | 47° 38′ 55,1″ N, 013° 00′ 47,7″ O |                                                                      |
| Ochsenhütte                                    | Ochsenhütte                                                 | Ochsenhütten      | -              | 931      | 47° 39′ 21,7″ N, 013° 01′ 31,9″ O | abgegangen im Jahr 1862, nicht mit Ochshütte (Diensthütte) identisch |
| Seidenbichllehen                               | Seidenbühl                                                  | Seidenbichl       | Seidenbichl    | 664      | 47° 38′ 40,8″ N, 013° 00′ 53,5″ O | historisch 2 Anwesen                                                 |
| Votz                                           | Votzenbauer                                                 | Votzenbauer       | -              | 885      | 47° 39′ 06,5″ N, 013° 01′ 31,0″ O | abgegangen                                                           |
| Wolf                                           | Wolf                                                        | Wolf              | Wolfen         | 830      | 47° 39′ 01,5″ N, 013° 01′ 18,6″ O |                                                                      |

Diese Einöden, aus denen die Gnotschaften der historischen Fürstpropstei Berchtesgaden bestehen oder bestanden, wurden in den seit 1877 herausgegebenen amtlichen Ortschaften- bzw. Ortsverzeichnissen Bayerns nicht als eigene Ortschaften bzw. Gemeindeteile geführt, im Gegensatz zu den Einöden aller übrigen Landesteile Bayerns, sondern dort wurden nur die Gnotschaften als quasi zusammengefasste Ortschaften oder Gemeindeteile geführt.

## Baudenkmäler
Siehe: Liste der Baudenkmäler in Berchtesgaden#Metzenleiten